# Jizerní Vtelno
Jizerní Vtelno är en ort i Tjeckien.   Den ligger i regionen Mellersta Böhmen, i den centrala delen av landet, 40 km nordost om huvudstaden Prag. Jizerní Vtelno ligger 259 meter över havet och antalet invånare är 344.
Terrängen runt Jizerní Vtelno är huvudsakligen platt, men österut är den kuperad. Runt Jizerní Vtelno är det ganska tätbefolkat, med 90 invånare per kvadratkilometer. Närmaste större samhälle är Mladá Boleslav, 5,8 km nordost om Jizerní Vtelno. Trakten runt Jizerní Vtelno består till största delen av jordbruksmark.